# Antonio Calabro
Nicola Antonio Calabro (Galatina, 10 agosto 1976) è un allenatore di calcio ed ex calciatore italiano, di ruolo difensore, tecnico della Carrarese.

## Carriera

### Giocatore

#### Club
Originario di Melendugno, nel leccese, ma trasferitosi a Roma nel 1985, nella stagione 1993-1994 è nella Primavera della Lazio, dove è compagno di squadra, tra gli altri, di Alessandro Nesta, Marco Di Vaio e Giorgio Frezzolini. Inizia a giocare nel Casarano, con cui nella stagione 1994-1995 disputa 29 partite nel campionato di Serie C1; anche nella stagione 1995-1996 e nella stagione 1996-1997 gioca stabilmente da titolare nella formazione salentina. In queste due annate gioca rispettivamente 23 e 24 partite. Nell'estate del 1997 passa al Castel di Sangro, con cui nella stagione 1997-1998 gioca da titolare nel campionato di Serie B, nel quale raccoglie 16 presenze, a cui aggiunge anche 2 presenze in Coppa Italia.
A fine anno passa al Lecco, con cui nella stagione 1998-1999 Calabro disputa 23 partite nel campionato di Serie C1; nella stagione 1999-2000 gioca invece 26 partite di campionato, mentre nella stagione 2000-2001 scende in campo in 30 occasioni. La sua ultima stagione al Lecco è la 2001-2002, nella quale gioca altre 21 partite nel campionato di Serie C1, arrivando a quota 100 presenze in campionato col Lecco. Nell'estate del 2002 torna in Puglia, al Brindisi: nella stagione 2002-2003 oltre a vincere la Coppa Italia Serie C gioca 24 partite nel campionato di Serie C2, che i pugliesi concludono al secondo posto in classifica, perdendo poi la semifinale play-off contro l'Acireale. Rimane al Brindisi anche nella stagione 2003-2004, terminata con un altro secondo posto nel campionato di Serie C2, nel quale Calabro gioca 26 partite, a cui aggiunge anche 2 presenze in Coppa Italia: in questa stagione i pugliesi (che a fine anno falliranno, ripartendo dalla Serie D) nei play-off sconfiggono il Giugliano in semifinale per poi perdere la finale contro i siciliani del Vittoria.
Nel 2004, complice il fallimento del Brindisi, Calabro da svincolato si accasa al Manfredonia, formazione neopromossa in Serie C2: nella stagione 2003-2004 contribuisce alla salvezza della squadra giocando 17 partite di campionato, mentre dopo aver vinto la Serie C2 2004-2005, nella stagione 2005-2006 e nella stagione 2006-2007 gioca rispettivamente 24 e 27 partite in Serie C1. Nella stagione 2007-2008 continua a giocare in Serie C1, con la maglia della Pistoiese: in questa stagione termina il campionato con 24 presenze ed un gol, il suo primo in carriera in campionati professionistici.
Nel 2008 torna dopo 11 anni al Casarano, impegnato nel campionato pugliese di Eccellenza; della squadra pugliese, presieduta dal presidente De Masi, diventa simbolo e capitano, vince il campionato di Eccellenza, la Coppa Italia Dilettanti Puglia, la Coppa Italia Dilettanti ed infine la Supercoppa Puglia sancendo una stagione storica per la compagine salentina. Nelle successive 3 stagioni, le sue ultime da calciatore, segna in totale 6 gol in 55 presenze in Serie D con il Casarano, con cui ottiene anche due qualificazioni consecutive ai play-off, nei campionati 2009-2010 e 2010-2011. Chiude la carriera da calciatore proprio a Casarano, club che lo aveva lanciato sotto la supervisione del direttore Pantaleo Corvino.

#### Nazionale
Mentre militava nelle giovanili della Lazio, Calabro entrò nel giro delle nazionali giovanili dell'Italia. Ha giocato il campionato europeo Under-16 del 1993, nel quale l'Italia è arrivata in finale, persa per 1-0 contro i pari età della Polonia. Nel medesimo anno ha inoltre giocato in Giappone il campionato mondiale Under-17, chiuso dall'Italia nella fase a gironi.

### Allenatore
Inizia ad allenare nella stagione 2012-2013, quando subentra a Dario Levanto sulla panchina del Gallipoli, nell'Eccellenza pugliese (pur avendo avuto una prima esperienza a Casarano da allenatore-giocatore al fianco di Fabrizio Caracciolo); termina la sua prima stagione da allenatore con un settimo posto in classifica, mentre nella stagione seguente vince il campionato, conquistando quindi la promozione in Serie D. Nel 2014 si trasferisce alla Virtus Francavilla, con cui nella stagione 2014-2015 vince il campionato pugliese di Eccellenza, la Coppa Italia Dilettanti Puglia e la Coppa Italia Dilettanti. Alla sua prima stagione da allenatore in Serie D, vince nuovamente il campionato, ottenendo quindi la prima promozione della storia della Virtus Francavilla in un campionato professionistico; viene riconfermato anche per la stagione 2016-2017, nella quale dopo 2 promozioni consecutive i pugliesi giocano in Lega Pro, campionato che terminano con un quinto posto in classifica e, quindi, con la qualificazione ai play-off per la promozione in Serie B: nei play-off la squadra di Calabro supera il Fondi nella prima fase, salvo poi venire eliminata negli ottavi di finale dal Livorno, a seguito di due pareggi per 0-0 nelle sfide di andata e ritorno.
Nell'estate del 2017 Calabro lascia dopo tre stagioni la Virtus Francavilla per andare ad allenare il Carpi, formazione di Serie B; il tecnico pugliese, all'esordio nel campionato cadetto, firma un contratto fino al 30 giugno 2018 con opzione per altre 2 stagioni. A fine stagione lascia il club emiliano, condotto all'undicesimo posto in classifica.
Il 21 gennaio 2019 viene nominato nuovo tecnico della Viterbese Castrense, nel campionato di Serie C; il 30 aprile 2019 viene esonerato dopo venti giornate di campionato. Richiamato all'inizio dell'estate per la preparazione alla nuova stagione, dopo una partita di Coppa Italia rescinde consensualmente il contratto, a pochi giorni dall'inizio del campionato, per motivi familiari. Il 12 novembre 2019 ritorna sulla panchina del club laziale.
Il 6 agosto 2020 viene ingaggiato dal Catanzaro, in Serie C, con cui firma un contratto biennale. Si piazza al secondo posto a pari punti con l'Avellino nel girone C e viene eliminato al secondo turno della fase nazionale dei play-off per mano dell’AlbinoLeffe. Confermato anche per la stagione successiva, viene esonerato il 29 novembre 2021 assieme al suo staff.
Il 26 maggio 2022 la Virtus Francavilla comunica che dal 1º luglio seguente gli sarà riaffidata dopo 5 stagioni la panchina biancoazzurra. Nel 2022-2023 porta il club pugliese al tredicesimo posto finale in Serie C, a un punto dalla zona play-off.
Il 17 gennaio 2024 viene ingaggiato dalla Carrarese, squadra in quel momento al quarto posto nel girone B della Serie C, sostituendo l'esonerato Alessandro Dal Canto. Chiude il campionato al terzo posto e accede ai play-off, dove elimina Perugia, Juventus Next Gen e Benevento, per poi prevalere in finale sul Vicenza, guadagnando la promozione in Serie B. Nella serie cadetta ottiene la salvezza matematica alla penultima giornata  terminando la stagione al dodicesimo posto con 45 punti.

## Statistiche

### Statistiche da allenatore
Statistiche aggiornate al 13 maggio 2025. In grassetto le competizioni vinte.
| Stagione                   | Squadra                    | Campionato                 | Campionato | Campionato | Campionato | Campionato | Coppe nazionali | Coppe nazionali | Coppe nazionali | Coppe nazionali | Coppe nazionali | Coppe continentali | Coppe continentali | Coppe continentali | Coppe continentali | Coppe continentali | Altre coppe | Altre coppe | Altre coppe | Altre coppe | Altre coppe | Totale | Totale | Totale | Totale | % Vittorie | Piazzamento      |
| Stagione                   | Squadra                    | Comp                       | G          | V          | N          | P          | Comp            | G               | V               | N               | P               | Comp               | G                  | V                  | N                  | P                  | Comp        | G           | V           | N           | P           | G      | V      | N      | P      | %          | Piazzamento      |
| -------------------------- | -------------------------- | -------------------------- | ---------- | ---------- | ---------- | ---------- | --------------- | --------------- | --------------- | --------------- | --------------- | ------------------ | ------------------ | ------------------ | ------------------ | ------------------ | ----------- | ----------- | ----------- | ----------- | ----------- | ------ | ------ | ------ | ------ | ---------- | ---------------- |
| set. 2012-2013             | Gallipoli                  | Ecc.                       | 29         | 11         | 13         | 5          | CI-Ecc.         | 1               | 1               | 0               | 0               | -                  | -                  | -                  | -                  | -                  | -           | -           | -           | -           | -           | 30     | 12     | 13     | 5      | 40,00      | Sub., 7º         |
| 2013-2014                  | Gallipoli                  | Ecc.                       | 34         | 22         | 10         | 2          | CI-Ecc.         | 2               | 0               | 2               | 0               | -                  | -                  | -                  | -                  | -                  | -           | -           | -           | -           | -           | 36     | 22     | 12     | 2      | 61,11      | 1º (prom.)       |
| Totale Gallipoli           | Totale Gallipoli           | Totale Gallipoli           | 63         | 33         | 23         | 7          |                 | 3               | 1               | 2               | 0               |                    | -                  | -                  | -                  | -                  |             | -           | -           | -           | -           | 66     | 34     | 25     | 7      | 51,52      |                  |
| 2014-2015                  | Virtus Francavilla         | Ecc.                       | 30         | 22         | 4          | 4          | CI-Ecc.+CI-Dil. | 7+7             | 6+5             | 1+1             | 0+1             | -                  | -                  | -                  | -                  | -                  | -           | -           | -           | -           | -           | 44     | 33     | 6      | 5      | 75,00      | 1º (prom.)       |
| 2015-2016                  | Virtus Francavilla         | D                          | 34+2       | 18+1       | 12         | 4+1        | CI-D            | 1               | 0               | 0               | 1               | -                  | -                  | -                  | -                  | -                  | -           | -           | -           | -           | -           | 37     | 19     | 12     | 6      | 51,35      | 1º (prom.)       |
| 2016-2017                  | Virtus Francavilla         | LP                         | 38+3       | 16         | 9+3        | 13         | CI-LP           | 3               | 1               | 1               | 1               | -                  | -                  | -                  | -                  | -                  | -           | -           | -           | -           | -           | 44     | 17     | 13     | 14     | 38,64      | 5º               |
| 2017-2018                  | Carpi                      | B                          | 42         | 12         | 16         | 14         | CI              | 3               | 1               | 1               | 1               | -                  | -                  | -                  | -                  | -                  | -           | -           | -           | -           | -           | 45     | 13     | 17     | 15     | 28,89      | 11º              |
| gen.-apr. 2019             | Viterbese Castrense        | C                          | 21         | 8          | 5          | 8          | CI+CI-C         | 0+6             | 0+5             | 0+0             | 0+1             | -                  | -                  | -                  | -                  | -                  | -           | -           | -           | -           | -           | 27     | 13     | 5      | 9      | 48,15      | Sub., Eson.      |
| 2019-2020                  | Viterbese Castrense        | C                          | 16         | 5          | 3          | 8          | CI+CI-C         | 1+0             | 0+0             | 1+0             | 0+0             | -                  | -                  | -                  | -                  | -                  | -           | -           | -           | -           | -           | 17     | 5      | 4      | 8      | 29,41      | Dimis., Sub. 12º |
| Totale Viterbese Castrense | Totale Viterbese Castrense | Totale Viterbese Castrense | 37         | 13         | 8          | 16         |                 | 7               | 5               | 1               | 1               |                    | -                  | -                  | -                  | -                  |             | -           | -           | -           | -           | 44     | 18     | 9      | 17     | 40,91      |                  |
| 2020-2021                  | Catanzaro                  | C                          | 36+2       | 19         | 11+1       | 6+1        | CI              | 3               | 1               | 1               | 1               | -                  | -                  | -                  | -                  | -                  | -           | -           | -           | -           | -           | 41     | 20     | 13     | 8      | 48,78      | 2º               |
| lug.-nov. 2021             | Catanzaro                  | C                          | 15         | 6          | 6          | 3          | CI+CI-C         | 2+3             | 0+3             | 1+0             | 1+0             | -                  | -                  | -                  | -                  | -                  | -           | -           | -           | -           | -           | 20     | 9      | 7      | 4      | 45,00      | Eson.            |
| Totale Catanzaro           | Totale Catanzaro           | Totale Catanzaro           | 53         | 25         | 18         | 10         |                 | 8               | 4               | 2               | 2               |                    | -                  | -                  | -                  | -                  |             | -           | -           | -           | -           | 61     | 29     | 20     | 12     | 47,54      |                  |
| 2022-2023                  | Virtus Francavilla         | C                          | 38         | 13         | 6          | 19         | CI-C            | 1               | 0               | 1               | 0               | -                  | -                  | -                  | -                  | -                  | -           | -           | -           | -           | -           | 39     | 13     | 7      | 19     | 33,33      | 13º              |
| Totale Virtus Francavilla  | Totale Virtus Francavilla  | Totale Virtus Francavilla  | 145        | 70         | 34         | 41         |                 | 19              | 12              | 4               | 3               |                    | -                  | -                  | -                  | -                  |             | -           | -           | -           | -           | 164    | 82     | 38     | 44     | 50,00      |                  |
| gen.-giu. 2024             | Carrarese                  | C                          | 17+8       | 11+3       | 5+4        | 1+1        | CI-C            | -               | -               | -               | -               | -                  | -                  | -                  | -                  | -                  | -           | -           | -           | -           | -           | 25     | 14     | 9      | 2      | 56,00      | Sub., 3º (prom.) |
| 2024-2025                  | Carrarese                  | B                          | 38         | 11         | 12         | 15         | CI              | 2               | 1               | 0               | 1               | -                  | -                  | -                  | -                  | -                  | -           | -           | -           | -           | -           | 40     | 12     | 12     | 16     | 30,00      | 12º              |
| 2025-2026                  | Carrarese                  | B                          | 0          | 0          | 0          | 0          | CI              | 1               | 0               | 0               | 1               | -                  | -                  | -                  | -                  | -                  | -           | -           | -           | -           | -           | 1      | 0      | 0      | 1      | &0,00      | in corso         |
| Totale Carrarese           | Totale Carrarese           | Totale Carrarese           | 63         | 25         | 21         | 17         |                 | 3               | 1               | 0               | 2               |                    | -                  | -                  | -                  | -                  |             | -           | -           | -           | -           | 66     | 26     | 21     | 19     | 39,39      |                  |
| Totale carriera            | Totale carriera            | Totale carriera            | 403        | 178        | 120        | 105        |                 | 43              | 24              | 10              | 9               |                    | -                  | -                  | -                  | -                  |             | -           | -           | -           | -           | 446    | 202    | 130    | 114    | 45,29      |                  |

## Palmarès

### Giocatore

#### Competizioni regionali
- Eccellenza: 1

Casarano: 2008-2009
- Coppa Italia Dilettanti Puglia: 1

Casarano: 2008-2009
- Supercoppa Puglia: 1

Casarano: 2008-2009

#### Competizioni nazionali
- Serie C2: 1

Manfredonia: 2004-2005 (girone C)
- Coppa Italia Serie C: 1

Brindisi: 2002-2003
- Coppa Italia Dilettanti: 1

Casarano: 2008-2009

### Allenatore

#### Competizioni regionali
- Eccellenza: 2

Gallipoli: 2013-2014
Virtus Francavilla: 2014-2015
- Coppa Italia Dilettanti Puglia: 1

Virtus Francavilla: 2014-2015

#### Competizioni nazionali
- Coppa Italia Dilettanti: 1

Virtus Francavilla: 2014-2015

#### Competizioni interregionali
- Serie D: 1

Virtus Francavilla: 2015-2016